# Andrés Muñoz
Andrés Felipe Muñoz Franco, né le 10 mars 1988, est un patineur de vitesse colombien.

## Palmarès

### Championnat du monde
- Médaille de bronze en 5 000 m relais en 2008 (route)
- Médaille d'or en 500 m en 2008 (piste)

- Médaille d'argent en 5 000 m relais en 2009 (route)
- Médaille d'argent en 3 000 m relais en 2009 (piste)
- Médaille d'or en 500 m en 2009 (route)

- Médaille d'or en 300 m en 2010 (piste)
- Médaille d'argent en 500 m en 2010 (piste)
- Médaille d'argent en 1 000 m en 2010 (piste)
- Médaille d'or en 3 000 m relais en 2010 (piste)
- Médaille d'or en 200 m en 2010 (route)
- Médaille de bronze en 500 m en 2010 (route)

- Médaille d'argent en 300 m en 2011 (piste)
- Médaille d'or en 500 m en 2011 (piste)
- Médaille d'or en 3 000 m relais en 2011 (piste)
- Médaille d'or en 200 m en 2011 (route)
- Médaille d'or en 500 m en 2011 (route)
- Médaille d'or en 5 000 m relais en 2011 (route)

- Médaille d'or en 500 m en 2012 (piste)
- Médaille d'or en 3 000 m relais en 2012 (piste)
- Médaille d'argent en marathon en 2012 (route)

- Médaille d'or en 300 m en 2013 (piste)
- Médaille d'or en 500 m en 2013 (piste)
- Médaille d'argent en 500 m en 2013 (route)
- Médaille d'or en 5 000 m relais en 2013 (route)

- Médaille d'or en 500 m en 2014 (piste)

- Médaille d'argent en 1 000 m en 2016 (piste)

- Médaille d'argent en 500 m en 2017 (piste)
- Médaille d'argent en 1 000 m en 2017 (piste)
- Médaille de bronze au tour en 2017 (route)

### Jeux mondiaux
- 2009 à Kaohsiung
  -  Médaille d'or en 500 m
  -  Médaille d'argent en 300 m
  -  Médaille de bronze en 1 500 m

### Jeux sud-américains
- 2010 à Medellín
  -  en 1000m
  -  en 3000m
  -  en 200m
  -  en 300m
  -  en 500m
  -  en marathon

### Jeux d'Amérique centrale et des Caraïbes
- 2010 à Mayagüez
  -  en 200 m
  -  en Marathon
  -  en 500 m
  -  en 1 000 m par équipes
  -  en 300 m
  -  en 20 000 m